# Tour de Flandes 2001
El Tour de Flandes 2001, la 85.ª edición de esta clásica ciclista belga. Se disputó el 8 de abril de 2001. 
El italiano Gianluca Bortolami fue el más rápido de un grupo de ocho hombres, que no incluía a ninguno de los favoritos a ganar la carrera. Bortolami también se vistió de líder de la Copa del Mundo UCI después de ganar la carrera.

## Clasificación General
| Posición | Ciclista            | Equipo                       | Tiempo    |
| -------- | ------------------- | ---------------------------- | --------- |
| 1        | Gianluca Bortolami  | Tacconi Sport-Vini Caldirola | 6h 10'23" |
| 2        | Erik Dekker         | Rabobank                     | m. t.     |
| 3        | Denis Zanette       | Liquigas-Pata                | m. t.     |
| 4        | Rolf Sørensen       | CSC-World Online             | m. t.     |
| 5        | Daniele Nardello    | Mapei-Quick Step             | m. t.     |
| 6        | Chris Peers         | Cofidis                      | m. t.     |
| 7        | Maximilian Sciandri | Lampre-Daikin                | m. t.     |
| 8        | Ludo Dierckxsens    | Lampre-Daikin                | m. t.     |
| 9        | Andrei Tchmil       | Lotto-Adecco                 | + 19"     |
| 10       | Romāns Vainšteins   | Domo-Farm Frites             | m. t.     |